# Ai Morinaga
Ai Morinaga (jap. 森永 あい, Morinaga Ai; geboren 28. April 1981 in der Präfektur Okayama; gestorben 2. August 2019) war eine japanische Mangaka.
1993 hatte sie ihr Debüt als professionelle Mangaka. Dōjinshi verfasste sie unter dem Namen Guriko Morinaga (森永 グリ子, Morinaga Guriko). Einen ersten Erfolg hatte sie 1996 mit dem Shōjo-Manga Yamada Tarō Monogatari. Dem folgten etwa Der Entenprinz und Dein und mein Geheimnis, die auch ins Deutsche übersetzt wurden.
Am 2. August 2019 starb Ai Morinaga.

## Werke
- Junkers Come Here (ユンカース・カム・ヒア, Yankāse Kamu Hia; 1994–1995, 4 Bände)
- Yamada Tarō Monogatari (山田太郎ものがたり; 1996–2000, 15 Bände)
- Emiri ni Omakase (えみりにおまかせ; 1999, 1 Band)
- Der Entenprinz (あひるの王子さま, Ahiru no Ōji-sama; 2001–2003, 6 Bände, auf Deutsch bei Carlsen)
- Dein und mein Geheimnis (僕と彼女の×××, Boku to Kanojo no XXX; 2001–2011, 8 Bände, auf Deutsch bei Tokyopop)
- Bitte sehr, bitte gleich! (まにあってます!, Maniattemasu!; 2003–2004, 2 Bände, auf Deutsch bei Carlsen)
- Gokuraku Seishun Hockey Bu (極楽青春ホッケー部; 2004–2009, 14 Bände)